# ジュニア (ロイクソップのアルバム)
『ジュニア』（Junior）は、ノルウェーのエレクトロデュオ、ロイクソップが2009年に発売した3枚目のスタジオ・アルバム。
2009年3月の第4週、ノルウェーのヒットチャートにおいてアルバム部門で1位となった。
日本盤のみボーナストラックに12曲目「ワー・ユー・エヴァ・ウォンテッド (Were You Ever Wanted)」が収録されている。

## 収録曲
1. ハッピー・アップ・ヒア - "Happy Up Here"
2. ザ・ガール・アンド・ザ・ロボット - "The Girl And The Robot"
3. ヴィジョン・ワン - "Vision One"
4. ディス・マスト・ビー・イット - "This Must Be It"
5. ロイクソップは永遠に - "Royksopp Forever"
6. ミス・イット・ソー・マッチ - "Miss It So Much"
7. トリッキー・トリッキー - "Tricky Tricky"
8. ユー・ドント・ハヴ・ア・クルー - "You Don't Have A Clue"
9. シルバー・クルーザー - "Silver Cruiser"
10. トゥルー・トゥー・ライフ - "True To Life"
11. イッツ・ホワット・アイ・ウォント - "It's What I Want"

日本盤ボーナストラック
1. ワー・ユー・エヴァ・ウォンテッド - "Were You Ever Wanted"